# Wieża widokowa na Baraniej Górze
Wieża widokowa na Baraniej Górze – turystyczna wieża widokowa na Baraniej Górze (1215 m) w Beskidzie Śląskim, wzniesiona w 1991 r. przez Górnośląski Oddział PTTK w Katowicach.
Szczyt Baraniej Góry jest bezleśny, jednak jest tak dużym płaskowyżem, że widoki z niego są ograniczone, ponadto drzewa podrastające na zachodnim stoku przesłaniają widok. W 1991 r. z inicjatywy Koła Przewodników Beskidzkich w Katowicach wybudowano wieżę widokowa według projektu Jerzego Jakscha i Czesława Koniecznego. Jest konstrukcji stalowej, ma wysokość 15,2 m i masę 11 ton. Z jej platformy widokowej rozpościera się dookólna panorama na góry Polski, Słowacji i Czech. Widoczne są: Beskid Mały, Makowski, Żywiecki, Śląski, Morawsko-Śląski, Tatry, Mała Fatra, Jaworniki, Góry Strażowskie. Przy szczególnie dobrej widoczności widoczne są nawet Jesioniki w Sudetach. Na wieży zamontowano cztery wygrawerowane tablice z opisem panoram widokowych na wszystkie cztery strony świata.
Wewnątrz konstrukcji wieży widokowej znajduje się betonowy słup. Jest to punkt triangulacyjny, Barania Góra jest bowiem węzłowym miejscem dla pomiarów geodezyjnych. Dawniej stała nad nim drewniana wieża triangulacyjna, obecnie na jej miejscu jest wieża stalowa.
Ze względu na znaczne zużycie i zły stan techniczny obiektu w dniu 26 kwietnia 2024 r. obiekt został wyłączony z użytkowania. W wyniku porozumienia od 1 czerwca tego roku wieżę przejął od Oddziału Katowickiego Oddział PTTK w Wiśle, który podjął się remontu obiektu. Remont, obejmujący wymianę zużytych elementów oraz ponowne zabezpieczenie antykorozyjne, został wykonany kosztem ok. 60 tys. zł. latem 2024 r. W dniu 12 września 2024 r. wieża została ponownie oddana do użytku.

## Szlaki piesze
Ze schroniska na Przysłopie – 1 h, z powrotem 45 min,
  z Kamesznicy – 3 h, z powrotem 2:45 h,
 z Przełęczy Kubalonka przez Stecówkę – 3 h, z powrotem 2:45 h,
 z Węgierskiej Górki – 4:30 h, z powrotem 3:45 h,
 ze Skrzycznego – 3:30 h, z powrotem 3:30 h,
 z Wisły Czarne doliną Białej Wisełki – 2:30 h, z powrotem 2 h,
  ze Zwardonia – 6 h (szlak niebieski do schroniska, później czerwony),
  z Wisły Czarne doliną Czarnej Wisełki 2:30 h, z powrotem 2 h (szlak czarny do schroniska, później czerwony).